# Caquiaviri
Caquiaviri è un comune (municipio in spagnolo) della Bolivia nella provincia di Pacajes (dipartimento di La Paz) con 13.505 abitanti (dato 2010).

## Cantoni
Il comune è suddiviso in 11 cantoni (popolazione al 2001):
- Achiri - 2.776 abitanti
- Antaquira - 719 abitanti
- Caquiaviri - 2.643 abitanti
- Chojñapampa de Vichaya - 171 abitanti
- Jihuacuta - 1.370 abitanti
- Kasillunca - 1.074 abitanti
- Laura Lloko Lloko - 770 abitanti
- Tincachi - 244 abitanti
- Vichaya - 561 abitanti
- Villa Anta - 1.082 abitanti
- Villa Chocorosi - 501 abitanti